# La familia Orozco
La familia Orozco es una película peruana de 1982 dirigida, escrita, editada y musicalizada por Jorge Reyes y protagonizada por Haydeé Cáceres, Humberto Cavero, Aurora Colina, Walter Zambrano.

## Trama
La historia comienza en 1850, durante la época de la esclavitud, continúa con el surgimiento del capitalismo agroindustrial en 1895 y culmina con la creación de las primeras organizaciones y reivindicaciones obreras en 1919. Vicente Orozco, campesino de la sierra norte, se convierte en obrero, es deportado por su rebelión y termina en Lima. Veinte años después, trabaja como zapatero y aboga por las organizaciones obreras.

## Reparto
- Haydeé Cáceres
- Humberto Cavero
- Aurora Colina
- Walter Zambrano
- Jorge Flores
- Juan Arcos
- Attilia Boschetti
- Ismael Contretras
- María Luisa de Zela
- Marcial Matheus
- Luisita Vásquez

## Producción
Con la idea surgida tras oír sobre la lucha por la jornada de ocho horas en el Perú contadas por César Lévano, Reyes llevó a cargo la producción de la pelicula durante 4 años. El rodaje se hizo en un conocido callejón de Centro de Lima antes de trasladarse a Tauca, Áncash.

## Estreno
La familia Orozco se estrenó en mayo de 1982 la sección Quincena de Cineastas dentro del Festival Internacional de Cine de Cannes de 1982, volviéndose así en la primera película peruana en presentarse en el Festival de Cine de Cannes, y en setiembre de ese mismo año en el Festival Internacional de Cine de San Sebastián 1982. En su estreno en el Perú, la película fue abruptamente censurada tras permanecer dos semanas en cartelera.